# Реувен Шілоах
Реувен Шілоах (івр. ‏ראובן שילוח‏‎‎‎, ім'я при народженні — Реувен Засланський, 1910 — †1959) — ізраїльський державний діяч, творець ізраїльських спецслужб, перший директор ізраїльської зовнішньої розвідки «Моссад», дипломат.

## Життєпис
Народився в 1910 році в ультрарелігійному кварталі Єрусалиму Меа Шеарім. Батько Реувена — Іцхак Засланский був рабином. Він передав своїм дітям (двом синам і двом дочкам) прагнення до знань, що далеко виходило за рамки традиційного релігійної освіти, характерного для його громади. Однак, незабаром батько покинув цей район, забрав сім'ю і став релігійним сіоністом-поселенцем.
До моменту закінчення середньої школи відмовився від єврейських звичаїв вживання кошерної їжі і взагалі відійшов від релігійних традицій своєї родини. 15-річним юнаком він остаточно порвав з релігією і вступив до лав підпільної єврейської армії «Хагани».
У момент входження в керівні кола сіоністського руху він скоротив своє прізвище з Засланского до Заслані, а згодом узяв як прізвище свій підпільний псевдонім — «Шілоах» (на івриті означає «емісар»).
У серпні 1931 Єврейське Агентство направило його до Іраку, де він прожив три роки, виконуючи спеціальні завдання.
В 1934 році Шілоах повернувся в Єрусалим, «Хагана» доручила йому створення професійної розвідувальної служби для захисту довгострокових інтересів єврейської громади в Палестині. Незабаром була створена «Шай» («шерут Едіот» — «Служба інформації»). Офіційною роботою Шілоаха завжди вважалося підтримання контактів між Єврейським агентством і британською адміністрацією в Палестині.
Під час Другої світової війни Шілоах налагодив таємне співробітництво з британською контррозвідкою, керував операціями в тилу ворога. Він допоміг створити єврейську бригаду у складі британських збройних сил.
У 1948 під час першої арабо-ізраїльської війни він кілька разів вступав у таємні переговори з королем Йорданії. Ставши особистим радником президента Хаїма Вейцмана і прем'єр-міністра Давида Бен-Гуріона з особливо важливих питань, він грав ключову роль в організації арабо-ізраїльських переговорів про припинення вогню на острові Родос в 1949 році.
У вересні 1951 став першим директором «Моссада», розробив принципи збору та оцінки розвідувальної інформації, розмежував сфери діяльності зовнішньої розвідки, служби внутрішньої безпеки («Шін-Бет») та військової розвідки (АМАН).
19 вересня 1952 подав у відставку. Протягом декількох місяців залишався свого роду верховним спостерігачем, яка здійснювала контроль над усіма відділами розвідки і звітувати за їх дії перед прем'єр-міністром. 8 лютого 1953 він написав главі уряду остаточне прохання про відставку «з особистих міркувань».
Помер в 1959 році від загадкової серцевої хвороби, діагноз якої так і не був встановлений.